# Urak Lawoi' (volk)
Urak Lawoi' (uitspraakⓘ, Thai: อูรักลาโว้ย, "Zeemensen", ook gespeld als Urak Lawoi, vgl. Maleis: Orang Laut en Minangkabaus: Urang Lauik) is de naam van een Maleis volk dat leeft in zuidelijk Thailand, op eilandjes en het kustgebied rond de Andamanzee. Ze wonen verspreid op eilandjes en in kustgebieden in de provincies  Satun, Phuket en Krabi.
Andere (Thaise) namen voor het volk zijn Chao Lay (ชาวเล, "mensen van de zee"), Chao Nam (ชาวน้ำ, "mensen van het water") en Thai Mai (ไทยใหม่, "Nieuwe Thai"), hoewel deze namen ook gebruikt worden voor andere (niet verwante) volken in de regio, zoals de Moken.
Het volk spreekt de taal Urak Lawoi', een Austronesische taal die nauw verwant is aan Minangkabaus, Muko-Muko, Pekal (allen op Sumatra, Indonesië), Duano' en Negeri Sembilan Maleis (in Maleisië). Tegenwoordig spreken de meeste Urak Lawoi' ook Thai, mede door de invloed van de thaise televisieprogramma's die men kijkt. Veel jongeren spreken zelfs meer Thai dan Urak Lawoi', door de mogelijkheden die dit biedt voor hen om op het Thaise vasteland onderwijs te genieten en werk te vinden.
Van oudsher leven de Urak Lawoi' van de visserij, hoewel men nu voornamelijk voor commerciële doeleinden vist. Tegenwoordig verbouwt men ook kokosnoten, cashewnoten en groenten, zowel voor eigen gebruik als voor de verkoop. Het jaarlijkse inkomen wordt geschat op zo'n 36.000 baht per persoon.